# Eysenhardtia platycarpa
Eysenhardtia platycarpa là một loài thực vật có hoa trong họ Đậu. Loài này được Pennell & Saff. miêu tả khoa học đầu tiên.